# 白兵武者
『白兵武者 戦国近接戦闘僧兵伝』（はくへいむしゃ せんごくきんせつせんとうそうへいでん）は、石渡治による日本の漫画作品。原案は蝶野正洋。

## 概要
『週刊ヤングサンデー』（小学館）2002年50号より2005年49号まで連載された。単行本は全12巻。
戦国時代末期の但馬国を中心に描いた歴史漫画であるが、架空の僧兵集団である「白兵」を始め、大胆な脚色が加えられている。本編は永禄7年（1564年）の山名祐豊による鳥取城（武田高信）攻めから永禄12年（1569年）の秀吉による但馬侵攻までを描いている。
白兵達は蝶野が原案であることから当時の新日本プロレスを中心としたプロレスラー達がモデルで、その他の人物も一部は他団体のプロレスラーや格闘家がモデルとなっており、素手で戦う白兵達はプロレス技を多用する（横文字の技はそれらしき日本語名となっている）。

## 登場人物
蝶野正之進（鳳正之進）
厳島の戦いにおいて養父母を失うが、坂口征順に助けられ力道禅 真仁智寺の門を叩き、白兵武者としての修行に明け暮れる。
鳥取城攻めで真仁智寺の白兵達が壊滅すると坂口から「破門」され、独自の道を歩み始める。その後、織田信長の知己を得て、お市の輿入れの護衛を行うが、お市は雑賀衆のおさよに暗殺されてしまう。そんな負い目もあって信長に心を折られた正之進は白兵の信条である不殺を破り、信長の尖兵として六角、三好三人衆の兵士達を殺戮して鬼になっていくが、坂口との戦いで「白き力」に目覚める。モデルは蝶野正洋。

凛姫
真仁智寺の庇護者である山名祐豊の娘（架空の人物）。じゃじゃ馬で正之進の「破門」後は但馬独立白兵隊を率いる。
のちに正之進を救うため、お市の身代わりとして浅井長政に嫁ぐ。織田軍の但馬侵攻に際して近江を離れるが子供を身ごもっていた。

沢庵
山名家臣である田公の孫。白兵ではない寺の小坊主だったが、凛姫のお付として正之進と関わり、但馬独立白兵隊の一員となる。
史実の沢庵宗彭よりも十数年早い生まれとなっており、沢庵漬けの利権で儲けるなど利発な子供である。のちに「天狗」より白兵の修行を受ける。

しの
山賊に攫われ輪姦されるが、正之進に救出される。そんな境遇から村に居場所を失い父親に身売りされかけるが、正之進たちに再び救われ但馬独立白兵隊の一員となり、やがて正之進にとってかけがえのない女性となっていく。

さよ
真仁智寺ちかくの村に住む娘。正之進を想っていたが、鳥取城攻めで父を失ったため幼なじみである春吉の妻となる。
結婚生活はうまくいかず、春吉を刺して出奔。彷徨った末に自害をしようとしたが雑賀衆の鈴木孫一に拾われ鉄砲隊の一人となる。妻帯を認める一向宗の存在を知り、正之進を一向僧にしようと企む。

春吉
真仁智寺ちかくの村に住む青年。幼馴染であるさよに懸想していたため、彼女に思われている正之進を嫌っていた。鳥取城攻めで父を失ったさよと夫婦となるが結婚生活はうまくいかず、さよに刺されたことで片腕が動かなくなる障害を負う。

坂口征順
真仁智寺の僧侶で正之進達の師。かつて悪鬼と成り果てた猪木大禅師を破った。モデルは坂口征二。

武藤敬次郎
正之進の同輩。鳥取城攻めの敗北の後、鬼神衆の无陀（ムタ）となる。モデルは武藤敬司。

橋本真兵衛
正之進の同輩。鳥取城攻めの敗北の後は奈佐日本之介と行動を共にする。モデルは橋本真也。

奈佐日本之介
山陰地方に勢力を張る水軍の棟梁。鳥取城攻めの前に白兵達の力を測るため真兵衛と闘い、油断していた真兵衛を気絶させる（本気を出した真兵衛には敗れる）。容姿のモデルは小川直也。

藤波大禅師
旅で留守がちな坂口に真仁智寺を任されている幹部クラスのひとりだが、やや頼りないところがある。鳥取城攻めを生き残ったあとは、寺を出奔し「天狗」として生活していた。モデルは藤波辰爾。

織田信長
白兵武者の戦闘力に目をつけ、正之進の心を汚していく。

木下藤吉郎秀吉
正之進と意気投合、百姓が戦争で死なない世の中を目指す。

前田利家
秀吉の親友。槍の名手で正之進のリハビリに付き合ううちに心を通わせていく。

四井主馬
武田の忍びとして武藤喜兵衛に仕えていた。スペル・デルフィン風の仮面を被っており、部下達も当時の大阪プロレスのマスクマン達を摸している。竹中半兵衛調略の際に正之進と闘って以来、なにかと顔を合わすようになったが、同時に利家とも顔なじみとなる。

堀尾茂助
主家が滅びたため美濃で猟師をしていたが、稲葉山城攻めで道案内をして以来、秀吉の家来となる。

明智光秀
一見して戦をするとは思えぬ優男で場面場面で「未来を知っているかの様な」指摘をする。

蝶野神璽弄
正之進の実父。猪木の意志を継いだ鬼神衆魔界組の頭・阿修羅。毛利氏に組みして鳥取城の防衛にあたり、真仁智寺の白兵達を壊滅させる。

猪木大禅師
坂口の師で真仁智寺を開山したが、力におぼれ悪鬼と化したため坂口に成敗され、海で溺死したとされる。その憎悪の意思は神璽弄や信長と言った野心を持った人物に宿り、世を乱していく。モデルはアントニオ猪木。

力道大師
力道禅宗の開祖。気の理を導く「理気導」に開眼。弟子たちにも伝授したが、この力は白と黒のどちらに傾くかで仏にもなれれば鬼とも化す諸刃の剣であった。モデルは力道山。